# Delray Beach Open 2018
Delray Beach Open 2018 — тенісний турнір, що проходив на кортах з твердим покриттям у місті Делрей-Біч, США з 19 лютого. Належав до категорії ATP World Tour 250.

## Фінальна частина

### Одиночний розряд
Френсіс Тіафо —  Петер Гойовчик 6–1, 6–4

### Парний розряд
Джек Сок /  Джексон Вітроу —  Ніколас Монро /  Джон-Патрік Сміт 4–6, 6–4, [10–8]